# Yardley of London
Yardley of London é uma marca tradicional britânica de cosmética e uma das mais antigas do mundo.

## História
A Yardley of London foi fundada em 1770 e no início do século XX era reconhecida como uma das mais importantes do mundo, nos produtos de sabonete e perfumaria.
Em 1910, estabeleceu-se em Londres, na famosa rua Bond Street. Em 1921, a Yardley recebeu a sua primeira distinção Royal Warrant, dada em Inglaterra a empresas que produzam produtos de alta qualidade e providenciem um serviço de exceção. A marca detém hoje dois prémios Royal Warrant.
Atualmente, a gama de produtos Yardley of London inclui perfumes, produtos de luxo para o banho e corpo, cosmética e para o cabelo.
Em Outubro de 2005, a marca foi adquirida por uma rica família asiática e foi integrada na empresa "Lornamead". Desde então, a marca tem apostado numa imagem mais contemporânea de forma a conquistar novos clientes.